# 朗読番組
朗読番組（ろうどくばんぐみ）は、文字のとおり朗読をする番組である。ラジオで多い。

## ラジオ番組

### 現在

#### 全国（NHK）
- 朗読（NHKラジオ第1）（土曜 0:30 - 0:45）（※本記事では便宜的に「第2期」と称して扱う。2023年4月8日[1] - ）
- ラジオ文芸館（NHKラジオ第1、NHK-FM）
- かんさいストーリー（NHKラジオ第1、NHK-FM）（『関西発ラジオ深夜便』に内包、毎月第3週日曜日(土曜深夜)・午前2時台前半）
- 古典講読（NHKラジオ第2）
- カルチャーラジオ　漢詩をよむ（NHKラジオ第2）（土曜 20:30 - 21:00／(再)翌週土曜 10:00 - 10:30）（朗読：加賀美幸子）（1985年[2]-）
- お話でてこい（NHKラジオ第2）（1954年11月8日[3] - ）
- 朗読の世界（NHK-FM）（月曜 - 金曜、21:15 - 21:30）（2023年4月3日[4] - ）

#### 全国（民放）
- Sound Library〜世界にひとつだけの本〜（JFN各局）
- 私の書いたポエム（ラジオNIKKEI:第1）
- 童話のこころ～チャイルドケア・サポート （制作局：スズカ・ヴォイスFM）（※MUSIC BIRD for COMMUNITYを通じて一部のコミュニティ放送局で放送）（月曜-金曜 18:30-18:55）（2019年4月[5] - ）
- 心のともしび（※主に全国のAMラジオ各局）

#### 北海道・東北
- 家族草子～それぞれの物語～（STVラジオ）（土曜 7:00-7:15）（2017年10月7日[6]-）

（近畿：朝日放送ラジオにもネットしていた（日曜 7:45-8:00）（2018年4月8日- 2023年7月2日））
- 北の民話（STVラジオ）（『工藤じゅんきの十人十色』に内包、金曜 11:25頃 - 約5分間）
- 朗読で聴く　いずみ（エフエム北海道）（土曜 21:55-22:00）（2024年4月6日[8]-）
- 朗読の時間（FMおたる）（月曜午前中「ASAKATSU！」に内包）（2022年4月[9]-）
- RAB月曜夜話（青森放送）（月曜 21:45 - 22:00）（2009年10月5日[10] - ）
- ラジオ文庫（IBC岩手放送）（月曜 12:45-13:00）（第2期：2015年4月4日[11] - ）
- 岩手県民共済ハートフルライフ〜いわて、お話しカフェ〜（IBC岩手放送）（金曜 12:45-13:00）（2024年4月5日[12]- ）
- 耳をすまして（秋田放送）（月曜 21:30 - 21:45）（2023年10月2日[13]-）
- 藤沢周平の世界（山形放送）（日曜 10:05-10:30）（2017年4月2日[14]-）
- お話の国（山形放送）（月曜 11:40-11:50）
- 朗読の部屋（須賀川市中央図書館プレゼンツ）（すかがわFM（愛称：ウルトラFM））（月曜-金曜 9:15-9:30）（2020年5月11日[15]-）

#### 関東甲信越
- わたしの図書室（RFラジオ日本）（徳島：四国放送、香川：西日本放送にもネット）
- よ・み・き・か・せ（TOKYO FM）（月曜 - 木曜 14:30-14:40）
- LIFE PLAZA PARTNERS LETTERS TO YOUR PRECIOUS（J-WAVE）（土曜 7:50-8:00）（2024年4月6日[16] - ）（朗読者：秀島史香）
- お茶とラジオと朗読と（かわさきFM）（木曜 11:20-11:50／(再)土曜 22:00-22:30）（2012年10月[17] - ）
- 軽井沢　朗読散歩（エフエム軽井沢）（土曜 21:00-21:30）（2013年8月[18] - ）
- 三波春夫（新潟放送） (土曜 8:30-8:40／(再)土曜 20:30-20:40)(2023年4月1日[19][20] - )(※朗読対象書籍：三波美夕紀・著『昭和の歌藝人　三波春夫』ISBN 978-4-86-581052-3[21]、朗読者：小野沢裕子)

#### 東海・北陸
- ラジラ FRIDAY STORY（静岡エフエム放送（愛称：K-MIX））（『K-mix モーニング ラジラ』に内包、金曜 10:12-5分間）（2014年4月[22]-）
- ことばのおもちゃばこ（CBCラジオ）
- 生かされて今日まで（東海ラジオ放送）（日曜 6:55-7:00、※2024年1月を除き毎月最終週は別番組）（2023年10月1日[23]- ）（朗読者：安蒜豊三)
- KNBラジオ文庫（北日本放送）（土曜 7:15-7:30）（2023年4月1日[24] - ）
- 室井滋のしげちゃん☆おはなしラジオ（FMとやま）（2014年4月4日[25] - )（山形：エフエム山形にもネット、2014年7月4日[26] - ）
- 鏡花の時間（北陸放送）（日曜 7:10-7:25）（2004年4月[27]- ）

#### 近畿
- 司馬遼太郎短篇傑作選（ラジオ大阪）（関東：TBSラジオにもネット）（土曜 18:00-18:30）（2012年10月6日[28][29] - ）
- あなたとわたしの絵本の世界（ラジオ大阪）（土曜 7:45-8:00）（2018年4月7日[30]- ）
- コトノハ（MBSラジオ）（月曜 21:30-21:45）（2021年10月4日[31]- ）
- wbs朗読の時間（和歌山放送）（土曜 6:15-6:30／(再)土曜 18:30-18:45）（2023年4月1日[32] - ）

#### 中国・四国
- 永瀬清子の世界（RSKラジオ）（月-金曜 11:05-11:10、火-金曜 18:15-18:20、土曜 17:55-18:00）（2024年4月1日[33]-）
- ふるさと文庫　菊池寛を読む（西日本放送）（日曜 7:35-7:50）（2021年1月10日-）

#### 九州・沖縄
- おしゃべり本棚（RKB毎日放送）（2001年[34] - ）
- 小澤俊夫 昔話へのご招待（FM福岡）（北海道：エフエム北海道、沖縄：エフエム沖縄にもネット）
- OBSラジオ図書館（大分放送）（土曜 8:45-9:00）
- OBSおはなしワールド（大分放送）（日曜 10:00-10:30）
- 朗読声の贈りもの（エフエム熊本）（月曜-金曜 14:45-14:55）（2002年[35] - ）
- RBCアナウンサー朗読～ひとり語りシアター～（琉球放送）（日曜6:00-6:30、(再)日曜20:00-20:30／土曜6:00-6:30）（2019年10月5日-）

### 過去

#### 全国（過去）
- らじる文庫（NHKラジオ第1）（『らじるラボ』に内包、毎月第4週・月曜 - 木曜、11時台前半）（2022年9月の放送を以って終了）
- 朗読（NHKラジオ第2、月曜 - 金曜、15分間）（※本記事では便宜的に「第1期」と称して扱う。2022年4月2日の再放送を以って終了）
- 英語で読む村上春樹（NHKラジオ第2）（2013年4月7日[36] - 2017年4月2日[37]）
- 私の本棚（NHKラジオ第1、『きょうも元気でわくわくラジオ』に内包、2008年3月終了）
- 朗読BOOKSHELF（ラジオNIKKEI）（水曜 11:50-12:15）（2019年3月27日終了[38]）
- 聴く名作（ラジオNIKKEI）（火曜 22:00-22:30）（2019年2月5日終了）
- 聴く本棚（ラジオNIKKEI:第1）（月曜-金曜 7:40-7:55）（2021年7月5日[39]-2021年11月19日）
- 朗読あぷり～ページのない読書会（ラジオNIKKEI:第1）（土曜 19:00-19:30[40]）（2020年4月4日[41]- 2023年3月25日[42]）
- JOMO童話の花束（ニッポン放送をキーステーションに、NRN加盟局がネット）（2014年3月終了）
- 朗読のミカタ（TBSラジオをキーステーションに、JRN加盟局がネット）（TBSラジオでは月 - 金曜：13時台後半。※ネット局等については当該番組記事を参照）（2022年9月26日[43] - 2023年3月30日[44]）

#### 北海道・東北（過去）
- 朗読の時間（BeFM）（月曜-金曜 21:45-22:00、総集編・日曜 20:00-21:00）（2021年3月終了）
- 高校生童話大賞（IBC岩手放送、2009年3月終了）
- いわての民話（朗読者：畑中美耶子[45]）（エフエム岩手）（火曜 15:45-15:55）（2013年7月2日[46] - 2021年3月30日）
- みんなdeみんわ（エフエム山形）（第2週金曜 20:00-20:30）（2014年4月12日[47] - 2022年3月11日終了[48]）
- みちのくむかしばなし（東北放送）（『サタディ・イン・ザ・パーク』に内包、土曜 12:20-12:25）（1976年4月10日 - 2023年3月25日、なお2019年4月 - 同年7月の4ヶ月間休止を含む[49]）
- おばあちゃんのむかし話（ラジオ福島）（『ORANGE TIME』に内包）（2022年3月31日終了）

#### 関東（過去）
- 講談社 ラジオブックス～ページを開いて心にしおりを（TBSラジオ）（月曜 - 金曜 23:40-23:55)（2000年1月3日 - 2009年3月27日）
- アステラス製薬 presents 前立腺がんとむきあう、がんの学校（TBSラジオ）（日曜 5:50 - 6:00）（2016年11月6日 - 2017年10月1日）
- ハートウォーミングストーリー（TBSラジオをキーステーションに、複数のローカル局もネット）（『TALK ABOUT』に内包、土曜 23:00-23:05）（2021年4月3日-2023年3月18日）
- 朗読・斎藤工　深夜特急オン・ザ・ロード（TBSラジオ）（月曜 - 金曜、23:30 - 23:55）（2023年4月3日[50] -2024年1月31日[51]）
- 藤沢周平傑作選（ニッポン放送）（山形放送、栃木放送、信越放送、MBSラジオにもネット）（2009年4月 - 2013年3月）
- チャレンジ名作ライブラリー（文化放送、一部NRN系列局（STV、東海ラジオ、KBC）にネット、1980年10月6日-1986年4月4日）
- おはなし玉手箱（文化放送）（※ネット局等については当該番組記事を参照）（2011年4月18日[52] - 2012年9月28日[53]）
- SOUNDS OF STORY〜ASADA JIRO LIBRARY〜（J-WAVE）（土曜 20:00-21:00）（2012年4月7日-2015年3月28日）
- 宮本武蔵（原作：吉川英治、朗読者：徳川夢声）（ラジオ関東（現・RFラジオ日本））（1961年12月9日 - 1963年9月17日）[54]
- 沼尾ひろ子の朗読の世界（エフエム栃木）（木曜 23:55 - 24:00）（2020年11月5日-2021年1月28日[55]）
- 朗読光圀伝（茨城放送）（月曜-水曜 21:30-21:45）（2014年4月7日-2015年6月15日[56]）

#### 甲信越（過去）
- ラジオ図書室（山梨放送）（土曜 9:10-9:25）（2019年3月30日終了）
- ラジオ名作ライブラリー　ことの葉（山梨放送）（日曜 22:30-23:00／(再)日曜 5:00-5:29）（2021年4月4日-2022年3月27日）
- 民話の小部屋（エフエム富士）（土曜 9:30-9:54）（語り手：真夏竜）（2011年4月2日[57] - 2019年3月30日終了）
- SUNSET THEATER（エフエム富士）（日曜 17:30-18:00）（語り手：小川もこ）（2017年5月7日[58] - 2019年3月31日終了）
- 信州文学散歩（信越放送、終了年月不明）
- イザベラ・バードが見た明治の新潟（新潟放送）（土曜 8:30-8:40／(再)土曜 20:30-20:40）（2018年4月7日[59][60]-2018年9月29日）
- 海を渡ったサムライの娘・杉本鉞子（新潟放送）（土曜 8:30-8:40／(再)土曜 20:30-20:40）（2018年10月6日-2019年3月30日）
- 小説　河井継之助（新潟放送）（土曜 8:30-8:40）（2019年4月6日-2020年3月28日）
- 小説　前島密（新潟放送）（土曜 8:30-8:40／(再)土曜 20:30-20:40）（2020年4月4日[61]-2021年3月27日）
- 水島あやめの生涯（新潟放送）（土曜 8:30-8:40／(再)土曜 20:30-20:40）（2021年4月3日[62]-2022年3月26日）
- 乙女たちが愛した抒情画家　蕗谷虹児（新潟放送）（土曜 8:30-8:40／(再)土曜 20:30-20:40）（2022年4月2日[63]- 2023年3月25日[64]）

#### 東海・北陸（過去）
- ことばのたまてばこ（CBCラジオ、2011年8月終了）
- 民話のこばこ（番組スタート時朗読者：兵藤ゆき）（東海ラジオ放送）（1982年10月[65] - 2011年10月1日[66]）
- 東海ラジオアナウンサースペシャル・民話のこばこ（東海ラジオ放送）（2011年10月3日[65][67] - 2014年3月28日[68]）
- 月曜朗読サロン（東海ラジオ放送）（2010年4月5日[69][70] - 2012年3月26日[71]）
- 東海ラジオスターライトストーリーズ　星新一の世界（東海ラジオ放送）（2010年10月4日[72][73]- 2011年4月1日[74]）
- 絵本の時間 おはなしマラソン（東海ラジオ放送）（ - 2017年3月31日[75]）
- ことばの泉（北日本放送）（日曜 8:15-8:30）（2015年4月5日[76] - 2019年3月31日[77]）

#### 近畿（過去）
- おはなしの扉 （MBSラジオ）（日曜 6:30 - 6:55）（1997年10月12日 - 2005年4月3日[78]）
- マイ・ストーリー（MBSラジオをキーステーションに、TBSラジオ、CBCラジオにもネット）（日曜 19:30 - 20:00）（2006年10月[79] - 2007年9月30日）
- 昔むかしのあるところ（ABCラジオをキーステーションに、NRN加盟各局でネット）（2007年4月8日[80] - 2007年10月21日）
- 池坊美佳のさわやか文庫（ラジオ関西、2012年3月終了）

#### 中国・四国（過去）
- ちょっと朗読、彩花です（RSKラジオ）（毎月第4週・日曜 11:50-12:00／(再)金曜 5:00-5:10）（2022年6月26日-2023年3月31日）
- おはよう図書館（中国放送）（2002年7月7日[81]-終了年月不明）
- ひろしま民話図書館（朗読者：伊藤文[82]）（中国放送）（日曜 17:50-18:00）（2017年10月8日[83] - 2020年3月29日[84]）
- たむランド〜夜の図書室（中国放送）（水曜 23:45-0:00／(再)月曜(日曜深夜) 0:00-0:15）（2021年10月2日[85]-2024年4月1日[86]）
- ラジオで聞く香川菊池寛賞（西日本放送）（日曜 7:30-7:45）（2011年4月4日[87] - 2021年1月3日[88]）
- ふるさとラジオ小説（四国放送）（日曜 7:30-7:50）（開始時期不明-2023年9月10日[89]）
- 子どもの詩　小さなひとみ（南海放送、2015年9月終了）
- ろうどく的今コレ!（南海放送、終了年月不明）
- しんみんさんの詩（語り手：吉見まき子）（エフエム愛媛）（日曜 8:55-9:00）（-2022年9月25日[90]）
- ラジオ歴史小説　ジョン・マン（高知放送）（『とさこちラジオw』に内包、火曜 14:10頃-15分間／(再)土曜 16:15-16:30／(アゲイン(総集編))毎月最終日曜 15:00-16:00）（2020年6月2日[91]-2024年4月30日）[注釈 1]

#### 九州・沖縄（過去）
- 徳永玲子の絵本の時間 おはなしマラソン（九州朝日放送、南日本放送にもネット、2018年4月終了）
- 九州沖縄むかし物語（RKBを中心とするJRN九州・沖縄地区7局共同制作、終了年月不明）
- お話し玉手箱（熊本放送）（日曜 18:30-18:40）（-2020年9月27日[92]）
- 週刊さくら町書房（長崎放送）（月曜 6:35-6:52）（2004年秋-2021年9月27日[93]）
- ラジオ朗読劇「椋鳩十の世界」（南日本放送）（木曜 17:15-17:25）（2015年4月2日-2021年3月25日）

## インターネット配信
- 姫川しずかの one time of jewel（JBコンテンツ[94]）
- 坂本真綾の満月朗読館（「最前線スペシャル」サイトにて満月の夜にUstreamで配信、2010年9月23日 - ）
- よみほぐ（目黒FM、2017年 - 2020年） ⇒ おやすみまえの文学（2020年 - ）

## 表彰・受賞歴等
- 『お話でてこい』(NHKラジオ第2)
  - 日本賞(1969年)：文部大臣賞(ラジオ・初等部門)、受賞作タイトル「海におちたピアノ」[95]
  - 日本賞(1973年)：文部大臣賞(ラジオ・初等部門)、受賞作タイトル「-かきくけこ、かきくけこ-」[96]
- 『ラジオ文芸館』(NHKラジオ第1、NHK-FM)
  - ギャラクシー賞(2006年度／第44回)：選奨(ラジオ部門)、受賞作タイトル「蝶」[97](原作：宮本輝)(放送日：2006年7月9日[98])
- 『宮本武蔵』(ラジオ関東) - 日本民間放送連盟賞：1962年・第10回民放大会賞「番組部門 - ラジオ娯楽」佳作[99][54]
- 『おはなしの扉』（毎日放送）- 日本民間放送連盟賞：2001年「放送活動部門・ラジオ」入選[100]
- 『OBSおはなしワールド』（大分放送）- 日本民間放送連盟賞：2002年「放送活動部門・ラジオ」入選[101]
- 『ふるさとラジオ小説』（四国放送）- 日本民間放送連盟賞：2005年「放送活動部門・ラジオ」入選[102]
- 『ラジラ FRIDAY STORY』（静岡エフエム放送）　第10回高橋松之助記念　文字・活字文化推進大賞：2016年(平成28年)[103]
- 『おしゃべり本棚』（RKB毎日放送）- 感謝団体表彰（表彰者：福岡市立点字図書館）：2017年9月　番組放送音源を同館へ寄贈した取り組みを評価[104]